# كلوز آدم
كلوز آدم (بالإنجليزية: Claus Adam)‏ هو ملحن أمريكي، ولد في 5 نوفمبر 1917 في إندونيسيا، وتوفي في 4 يوليو 1983.

## وصلات خارجية
- كلوز آدم على موقع ميوزك برينز (الإنجليزية)
- كلوز آدم على موقع ديسكوغز (الإنجليزية)